# Sonata per a piano núm. 3 (Beethoven)
La Sonata para piano núm. 3 en do major, op. 2, núm. 3 és la darrera de les tres Sonates op. 2 de Ludwig van Beethoven, compostes en la mateixa època, 1795. En contraposició amb les altres dues sonates de l'opus 2 que tendeixen més cap a la música de cambra i el virtuosisme pianístic, la núm. 3 té una naturalesa més orquestral.

## Estructura
| Primer moviment de la Sonata per a piano núm. 3 |
|                                                 |
|                                                 |
|                                                 |

La Sonata opus 2 núm. 3 consta de quatre moviments:
- I. Allegro con brio
- II. Adagio
- III. Scherzo: Allegro
- IV. Allegro assai

### I. Allegro con brio

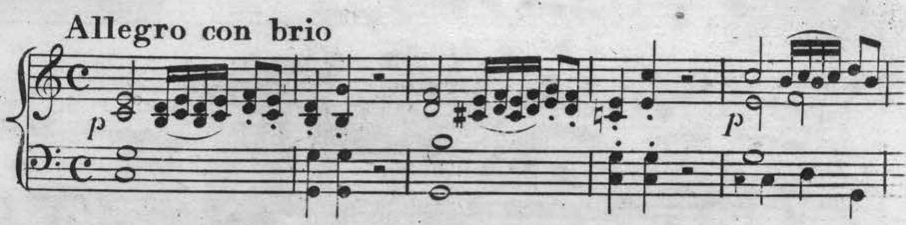
Inici del 1r moviment de la sonata (edició anglesa de 1807-13)

El primer moviment, en do major, té la forma sonata i és el més llarg dels quatre moviments. El tema principal de l'exposició comença amb un trinat sobre la tercera do-mi que es repeteix tres vegades. Aquest primer motiu estarà sempre present, fins i tot en els altres tres moviments. Després d'aquest breu motiu ve una completa explosió que s'inicia en un subito fortissimo i acaba com comença, amb un abrupte final en fortissimo; aquests girs sobtats són típics de Beethoven. Es podria i, fins i tot pensar, que ell volia sorprendre al públic com ho feia Haydn en la Simfonia "La Sorpresa". El tema principal s'estén fins al compàs 26. Després de dues pauses (per a Beethoven els silencis són tan importants com les notes) s'inicia una frase en mode menor de 12 compassos, un tema expressiu i líric, que és al mateix temps el pont amb la següent secció. Aquí s'aconsegueixen uns nous efectes orquestrals. Les 16 notes següents són comparables amb un solo de piano sobre un tutti orquestral que correspondria als acords de la mà esquerra.
A continuació entra el segon tema en sol major, que porta al final de l'exposició i que conclou amb els motius ja coneguts i amb figures rítmiques en octaves. Al breu desenvolupament li segueix una aparent reexposició en re major, tonalitat que desapareixerà mitjançant una llarga modulació fins a arribar a la tònica, do major. Allà mateix comença la veritable recapitulació de la coda, que condueix al final. Està precedida per una cadència que porta a la tònica i, un altre cop, el final està marcat per les figures amb octaves.

### II. Adagio

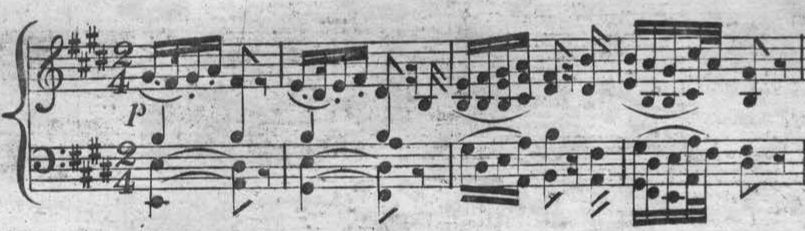
Inici del "Adagio" (edició anglesa de 1807-13).

La tonalitat d'aquest adagio és mi major. A primera vista, aquest moviment no té cap relació amb el primer moviment ni amb la resta de la sonata. Després de la recapitulació, retorna el tema principal i conclou amb una coda de sis compassos tot finalitzant el moviment en pianissimo.

### III. Scherzo: Allegro

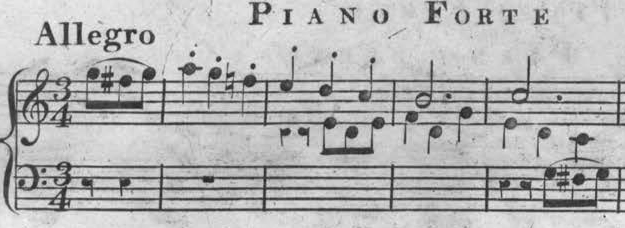
Inici del 3r moviment, Scherzo (edició anglesa de 1807-13)

Entre els compassos 33 i 39 sorgeix un conflicte modal; sembla que el to menor s'imposa, però en l'últim compàs es consolida el do major. Finalment, el moviment acaba amb la repetició del scherzo i la coda, que novament contrasta amb la resta del moviment.

### IV. Allegro Assai

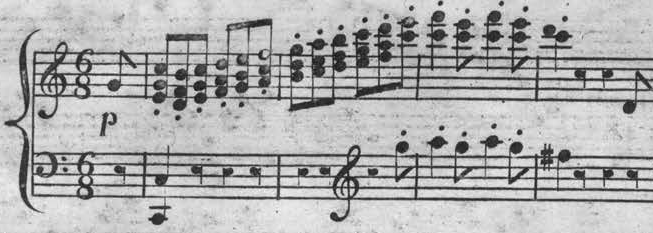
Inici del "Finale" de la Sonata per a piano núm. 3 de Beethoven. Edició anglesa de 1807-13 de Monzani & Hill.

L'últim moviment està en forma sonata.